# Mansa Khalifa
Mansa Khalifa (... – 1275) è stato il quarto mansa dell'Impero del Mali e probabilmente il regnante più dissoluto dell'impero.
Figlio di un generale adottato dall'imperatore Mari Djata, salì al trono nel 1274. Secondo la tradizione era così crudele da scagliare frecce incendiare sui passanti, dal tetto del suo palazzo. Regnò per un anno e venne assassinato nel 1275, forse per volere del Gbara.